# 布朗斯 (伊利諾伊州)
布朗斯（英語：Browns）是一個位於美國伊利諾伊州愛德華茲縣的城鎮。

## 地理
布朗斯的座標為38°22′36″N 87°58′58″W / 38.37667°N 87.98278°W，而該地的平均海拔高度為122米（即400英尺）。

## 人口
根據2010年美國人口普查的數據，布朗斯的面積為0.76平方千米，當中陸地面積為0.76平方千米，而水域面積為0.00平方千米。當地共有人口134人，而人口密度為每平方千米176人。